# Distretto di Jalna
Il distretto di Jalna è un distretto del Maharashtra, in India, di 1 612 357 abitanti. È situato nella divisione di Aurangabad e il suo capoluogo è Jalna.